# Jacob Gripenstråle
Jacob Gripenstråle, före adlandet 1772 Kinborg, född 6 juli 1716 i Vadstena församling, Östergötlands län, död 4 juli 1800 i Stockholm, var svensk slottsfogde.

## Biografi
Jacob Gripenstråle föddes 1716 i Vadstena. Han var son till borgmästaren Johannes Kinberg och Maria Wetterling. Gripenstråle blev 1735 student vid Uppsala universitet, 1739 auskultant i Stockholms rådhusrätt och kämnärsrätt, 1740 auskultant i Svea hovrätt, 1742 extra ordinarie kanslist i Svea hovrätt, 1746 stadsnotarie i Örebro, 1747 tillförordnad stadssekreterare i Örebro, 24 oktober 1749 auditör vid general Lantingshausens regemente, 24 maj 1753 kanslerssekreterare för akademien i Lund och 19 januari 1763 slottsfogde på Stockholms slott. Han adlades 28 januari (eller 13 september) 1772 till Gripenstråle och introducerades i Sveriges Riddarhus 1773 som nummer 2005. Gripenstråle fick för sitt ämbete titel av konungens fogat i Stockholm. Han avled 1800 i Stockholm.

### Familj
Gripenstråle gifte sig 25 augusti 1757 med Christina Elisabet Schröder (1729–1806), dotter till hovintendenten Georg Engelhard Schröder och Anna Brita Spöring. De fick tillsammans sonen protokollssekreteraren Nils Jakob Gripensköld (1758–1820).